# Championnat du monde de snooker 1933
Navigation
Édition précédente Édition suivante
Le championnat du monde de snooker 1933 s'est déroulé au Joe Davis Centre de Chesterfield en Angleterre. Il ne comptait que 5 participants.

## Tableau final
|  | 1er tour Au meilleur des 25 frames | 1er tour Au meilleur des 25 frames | 1er tour Au meilleur des 25 frames |  |  | Demi-finales Au meilleur des 25 frames | Demi-finales Au meilleur des 25 frames | Demi-finales Au meilleur des 25 frames |    |                         | Finale Au meilleur des 49 frames | Finale Au meilleur des 49 frames | Finale Au meilleur des 49 frames |
|  |                                    |                                    |                                    |  |  |                                        |                                        |                                        |    |                         |                                  |                                  |                                  |
|  |                                    |                                    |                                    |  |  |                                        |                                        |                                        |    |                         |                                  |                                  |                                  |
|  |                                    |                                    |                                    |  |  | Drapeau de l'Angleterre                | Joe Davis                              | 13                                     |    |                         |                                  |                                  |                                  |
|  | Drapeau de l'Écosse                | Walter Donaldson                   | 13                                 |  |  | Drapeau de l'Écosse                    | Walter Donaldson                       | 1                                      |    |                         |                                  |                                  |                                  |
|  | Drapeau de l'Angleterre            | Willie Leigh                       | 11                                 |  |  |                                        |                                        |                                        |    | Drapeau de l'Angleterre | Joe Davis                        | 25                               |                                  |
|  |                                    |                                    |                                    |  |  |                                        | Drapeau de l'Angleterre                | Willie Smith                           | 18 |                         |                                  |                                  |                                  |
|  |                                    |                                    |                                    |  |  | Drapeau de l'Angleterre                | Willie Smith                           | 16                                     |    |                         |                                  |                                  |                                  |
|  |                                    |                                    |                                    |  |  | Drapeau de l'Angleterre                | Tom Dennis                             | 9                                      |    |                         |                                  |                                  |                                  |
|  |                                    |                                    |                                    |  |  |                                        |                                        |                                        |    |                         |                                  |                                  |                                  |
|  |                                    |                                    |                                    |  |  |                                        |                                        |                                        |    |                         |                                  |                                  |                                  |
|  |                                    |                                    |                                    |  |  |                                        |                                        |                                        |    |                         |                                  |                                  |                                  |